# Brachyopa atlantea
Brachyopa atlantea es una especie de sírfido. Se distribuyen por el paleártico en el sur de la España peninsular y el Magreb.